# A Polish Kaleidoscope 2
A Polish Kaleidoscope 2 (Polish Music for Two Pianos) – druga edycja albumu polskiego duetu fortepianowego Ravel Piano DUO (Agnieszka Kozło, Katarzyna Ewa Sokołowska), będącego przeglądem utworów współczesnych kompozytorów polskich. Został wydany 27 października 2017 przez wydawnictwo Dux Recording Producers (nr kat. CD DUX 1422). Płytę nominowano do Fryderyków 2018 w kategoriach: Album Roku - Muzyka Kameralna i Najwybitniejsze Nagranie Muzyki Polskiej.

## Lista utworów

### Władysława Markiewiczówna- Suita na dwa fortepiany (1936)
- 1. I Toccata [3:13]
- 2. II Intermezzo [3:47]
- 3. III Rondo Rustico [2:47]
- 4. Kołysanka na dwa fortepiany (1938) [5:25]

### Michał Spisak- Koncert na dwa fortepiany (1942)
- 5. I Allegro [5:37]
- 6. II Quattro variazioni [5:24]
- 7. III Fuga doppia [5:35]

### Witold Lutosławski- Miniatura per due pianoforti (1953)
- 8. Miniatura per due pianoforti (1953) [1:50]

### Henryk Mikołaj Górecki- Toccata op. 2 na dwa fortepiany (1955)
- 9. Toccata op. 2 na dwa fortepiany (1955) [3:24]

### Romuald Twardowski- Improvvisazione e toccata per due pianoforti (1974)
- 10. Improvvisazione e toccata per due pianoforti (1974) [4:14]

### Jerzy Bauer- Divertimento w trzech „kawałkach” na dwa fortepiany (2009)
- 11. I [3:34]
- 12. II [2:48]